# Нежнурський
Нежну́рський (рос. Нежнурский, марій. Нежнур) — селище у складі Кілемарського району Марій Ел, Росія. Входить до складу Кілемарського міського поселення.

## Населення
Населення — 124 особи (2010; 192 у 2002).
Національний склад (станом на 2002 рік):
- росіяни — 86 %